# Старий центр (місцевість)
Стари́й це́нтр — історична місцевсть і мікрорайон у Броварах, колишня центральна частина міста. На території мікрорайону розміщені парк ім. Шевченка, Броварська міжрайонна прокуратура, розвилка, поштове відділення тощо. Забудова переважно приватна садибна, одно-двоповерхова.

## Найбільші вулиці
- Київська
- Ярослава Мудрого
- Гоголя
- Івана Гонти